# Stigmatodactylus paradoxus
Stigmatodactylus paradoxus är en orkidéart som först beskrevs av David Prain, och fick sitt nu gällande namn av Rudolf Schlechter. Stigmatodactylus paradoxus ingår i släktet Stigmatodactylus och familjen orkidéer. Inga underarter finns listade i Catalogue of Life.